# Mazzy Star
Mazzy Star er en amerikansk indierockgruppe fra Santa Monica i Californien, USA. Bandet hed oprindeligt Opal og bestod af guitaristen David Roback og bassisten Kendra Smith. Sangerinden Hope Sandoval erstattede Kendra Smith, da hun forlod bandet i 1988. Senere tog bandet navnet Mazzy Star. Bandet brød igennem med singlen Fade into You fra albummet So Tonight That I Might See fra 1993.
Mazzy stars seneste album er Seasons of Your Day fra 2013. De besøgte Danmark i 2012, hvor de spillede i VoxHall i Aarhus og Amager Bio i København.
Bandet blev i maj 2017 ramt af en tragedie, da trommeslageren Keith Mitchell døde.
| Musikgruppe | Spire Denne artikel om en amerikansk musikgruppe er en spire som bør udbygges. Du er velkommen til at hjælpe Wikipedia ved at udvide den. |